# Julia Melnikova
Julia Melnikova (Russisch: Юлия Мельникова) (Omsk, 22 mei 1981) is een Russische actrice. In Nederland en België is ze vooral bekend voor haar rol als Yana in het tweede seizoen van de televisieserie Matroesjka's.

## Biografie
Toen ze in 2003 een rol aangeboden kreeg voor in de film Theatre Blues (Театральный Блюз) besloot ze om van acteren haar werk te maken. Na haar acteerdebuut ging ze studeren aan de Moscow Art Theatre School waar ze in 2005 haar diploma behaalde. Na enkele theater producties verscheen ze in 2006 in de film Prescription for Happiness (Счастье по рецепту). Mede door deze film werd ze in 2007 gekozen voor de rol van Yana in de Belgische serie Matroesjka's 2.